# Grgur iz Nise
Grgur Nisenski (Grgur Niški; Niksar, oko 330. – Nisa, oko 395.), jedan od kapadočkih otaca, brat sv. Bazilija Velikog i prijatelj sv. Grgura Nazijanskog, teolog, redovnik, biskup i svetac.

## Životopis
Grgur Niški zajedno s bratom Bazilijem i s Grgurom Nazijanskim je bio jedan od velikih protagonista duhovnog cvjetanja, koje je promicalo izgradnju kršćanske civilizacije u četvrtom stoljeću kršćanske ere kada je Kapadocija proživljavala razdoblje intenzivne i stvaralačke kulturalne životnosti. O njegovom životu znamo vrlo malo. Rođen je oko 335. te ga je potukao brat Bazilije koji je zajedno s Nazijancem bio odgojen u Atenskoj školi. Nakon što je bio lektor u Crkvi, Grgur je prigrlio službu retora i tad se vjerojatno oženio. Zatim je napustio poučavanje, te se povukao u jednu monašku zajednicu, koju je ustanovio njegov brat Bazilije u Pontu. Monaškim se pozivom oduševljava uz brata mu Bazilija i njegova majka, brat Nekracije i sestra Makrina. Između 371. i 372. je uz početno negodovanje pristao postati biskup Nisse u toj istoj Kapadociji prema želji brata Bazilija.
Bazilije se razočarao u Grgurovu vršenju biskupske dužnosti. Ponekad mu je nedostajalo tankoćutnosti u odnosu prema ljudima. Drugi put opet nije bio dovoljno čvrst kada su to prilike zahtijevale, a nije bio niti praktičan glede administrativnih poslova te je postao lak plijen klevetama i optužbama do te mjere da je bio uhićen, a zatim i premješten na dvije godine pod lažnom optužbom da je zloupotrijebio crkvene fondove. Bilo je to djelo njegovog arijanskog suparnika Demostena. 378 se vraća na stolicu. 379. je sudjelovao na sinodi u Antiohiji i 380. biva izabran za biskupa metropolitu Sebaste (današnji Sivas u Turskoj). Godine 381. sudjeluje na koncilu u Carigradu gdje je odigrao značajnu ulogu te ga je poradi toga car Teodozije I. Veliki jednim dekretom označio kao zastupnika pravovjerja. Treba naglasiti njegove zasluge na pneumatološkom području kada je trebalo sročiti saborsko Vjerovanje. Ustvari, doradio je Nicejsko Vjerovanje ubacivši paragraf o Duhu Svetom priznavši mu Boštvo. Prisustvovao je sinodi u Carigradu i 383. Propovijedao je na svečanom sprovodu kneginje Pulherije i carice Flacile 385. Nakon toga se sve manje zalazi u javne poslove. Prizorište njegova djelovanja postaje sve više monaški život. Budući da je sve manje u Carigradu, sve manje se pojavljuje na biskupskim sinodama, a sve više pohađa samostane. Još 394. se nalazi među potpisnicima carigradske sinode nakon čega mu se gubi svaki trag, pa se smatra da je tada i preminuo.

## Teologija
Smrću Bazilija 379., Grgur biva umiješan u prvom licu, u trinitarne i kristološke kontrovezije, nasljeđujući od brata tešku ulogu vođe u borbi protiv arijanaca. Obdaren naročito spekulativni genijem, duboko zahvaća u najteže probleme s ciljem da se približi intelektualno zahtjevnijoj sredini.
Za Grgura čovjek dolazi do spoznaje Boga tako da iz vidljivog svijeta, koji potpada pod naša osjetila, uzdiže se u nadosjetilni svijet i tamo traži Boga (per visibilia ad invisibilia). Budući da je ovakav put opasan tu priskače u pomoć Sv. pismo kao „glas Duha Svetoga“. Nejasne tekstove svetih knjiga razjašnjava nam „patrike paradosis“. Savršenije duše Duh Sveti neposredno prosvjetljuje na Zemlji, i one mogu u ekstazi vidjeti Boga licem u lice.
U objašnjenju Presvetog Trojstva služi se Platonovom filozofijom, pripisujući realnost općim pojmovima. Tako prema njemu „čovjek“ znači narav, a ne individuum. Prema tome Petar, Pavao, Marko ne znače tri čovjeka nego jednoga. Riječ Bog znači također brojčano jednu narav, a ne narav podijeljenu na pojedinačne posebne osobe. Otac, Sin i Duh Sveti je jedan Bog, a ne tri boga. Kako se vidi, Grgur je pomiješao logički i realni red. Htio je na taj način činiti Trojstvo shvatljivim. Inače je njegova trinitarna teologija ispravna. Tri božanske osobe imaju jednu zajedničku narav, djelovanje ad extra je zajedničko trima osobama. Započinje se u Ocu, razvija se kroz Sina i svršava se u Duhu Svetom. Razlika među osobama Božjim jest u odnosima. O izlaženju Duha Svetoga govori Grgur kao i ostali grčki Oci: Duh Sveti izlazi od Oca po Sinu.
Obje naravi, božanska i čovječanska sjedinjene su u Kristovoj osobi tako da nisu pomiješane (asyghytos), nego tako srašćene (symfyia) da svojstva jedne i druge naravi postaju zajednička svakoj od njih (koina ginesthai hekateras amfotera). Iz tog učenja slijedi „commnicatio idiomatum“. Grgur je jasan svjedok consecrationes instantanae.
U eshatologiji Grgur je ovisan o Origenu. Uči apokastazu, ali je napustio Origena učeći identičnost po materiji uskrsnulih tjelesa čovječjih sa sadašnjim, dok je Origen zastupao identičnost samo po formi (eides). Kad uči o vječnosti kazni na drugom svijetu, govori o „drugim periodama“. Kazne su vindikativne i medicinalne.
U nauci o otkupljenju služi se također Platonovom naukom. Isus je primio narav kolektivnog čovječanstva i zadovoljio za sve ljude u formi strogog otkupljenja (lytrosis).

## Djela

### Dogmatski spisi
- Cathehesis magna (Velika kateheza) je najbolje Grgurovo djelo, vrhunac dogmatske misli. U njemu je Grgur našao najbolji izraz za svoj nauk. Djelo je neka vrsta sažetka i zaobljeni oblik Grgurove dogmatike. Spis je namijenjen poganskim čitateljima koji bi htjeli pristupiti kršćanstvu, ali ih u tome priječe poteškoće što se stoljećima iznose protiv Evanđelja. Objašnjava osnovne dogme: Presvetog Trojstva, kristološka pitanja, soteriologiju, govori o krštenju i euharistiji, pobija heretike, Židove i pogane. Djelo je napisano oko 385. god.
- Antirrheticus adversus Apollinarem (Protiv Apolinara i njegove hereze) najsolidniji i najveći spis protiv Apolinara i njegovih zabluda. Djelo potječe iz posljednjih godina Grgurova života.
- Adversus Eunomium (Protiv Eunomija) je najopširnije Grgurovo djelo. Spada među najsnažnija dogmatska razlaganja cijele kršćanske davnine. Pošto je Bazilije napisao istoimeni spis, Eunomije mu je odgovorio jednom apologijom. Grgur uzima u obranu Bazilija i pobija Eunomija dokazujući božanstvo Sina i Duha Svetoga koristeći uz biblijske citate i istančanu spekulaciju.
- Contra Fatum (Protiv sudbine) govori o bezrazložnosti pripisivanja zvijezdama uređenje svijeta i ponašanje ljudi. Ljudi su slobodni i odgovorni za svoje čine.
- De anima et resurrectione (O duši i uskrsnuću) je Grgurov dijalog sa svojom sestrom Makrinom. Raspravlja o smrti, uskrsnuću i apokastazi. Uzor mu je bio Platonov Fedon.

O Presvetom Trojstvu raspravlja u sljedećim spisima: Ad Eustathium, Ad Ablabium, Ad Simplicium.

### Egzegetski spisi
- Apologia in Hexaemeron (Obrana Šestodnevna) Grgur shvaća stvaralačko Božje djelo kao početni i izvanvremenski trenutak božanskog htijenja, usmjereno tome da vodi svemir prema svom dovršenju unutar samih bića, i to snagom jednog principa koji je uvijek aktivan i djelatan. Ta misteriozna slika, utkana u sam svijet materije, upravlja raznolikim bićima i određuje njihov pojavak i susljednu transformaciju. Ova vizija cjelokupnog stvaranja može se smatrati Grgurovim genijalnim pokušajem.
- De opificio hominis (O stvaranju čovjeka) Ovo djelo je napisano kao nadopuna Bazilijevim homilijama na Heyameron. U Bazilijevom djelu je nedostajalo tumačenje stvaranja čovjeka. Grgur maksimalno poštuje literarni smisao teksta, što je rijedak slučaj za Grgura koji njeguje alegorijsku interpretaciju.
- De vita Moysis (Život Mojsijev) U prvom dijelu pripovijeda Mojsijev život, a potom slijedi alegorijska egzegeza u kojoj Mojsija prikazuje kao model i simbol mističnog uspinjanja. Duhovni život sadrži tri stupnja: prosvjetljenje (kroz očišćenje i apatheiju), oblak (aktivna i intelektualna kontemplacja Boga i bića), noć i tama (mistično iskustvo u doslovnom smislu, mistička kontemplacija)

vIn psalmos inscrptiones, In canticum canticorum homiliae XV, In ecclesiasten homiliae VIII (O redu psalama, Homilije na Pjesmu nad pjesmama, homilije na Propovjednika) sva ova djela imaju za cilj duhovno uzdizanje kroz odricanje.
Orationes VIII de beatitudinibus (Govori o blaženstvima, kako bi otkrio osam stupnjeva na putu savršenstva prema blaženom gledanju Boga), De oratione dominica orationes V (O Očenašu).

### Asketska djela
De virginitate (O djevičanstvu) Mladenački Grgurov spis. Djevičanstvo se uzdiže kao povratak čovjeka u svoju iskonsku narav, koja je stvorena na sliku i priliku Božju, i kao participacija na anđeoskom životu. U tom spisu piše i protiv mesalijanaca.
- Vita sanctae Macrinae (Život Svete Makrine) ovo djelo je od izuzetne važnosti za poznavanje obiteljskog ambijenta Grgura i Bazilija.
- De perfectione christiana ad Olympium, et qualem oportet esse christianum (O kršćanskoj savršenosti monahu Olimpiju i kakav treba biti kršćanin), De institutio christiano (O kršćanskoj formaciji).

### Govori i pisma
Grgurovi govori su prigodnog karaktera, slave mučenike i svece te vjerske blagdane: Krštenje Isusovo, Pasha, Uznesenje, Duhovi. Poznati su njegovi nadgrobni govori sv. Baziliju i Efremu Sirijskom. Pisma su također većinom prigodna ali ima i onih doktrinalnog karaktera.

### Prijevodi na hrvatski
- Spis o djevičanstvu
- Velika Kateheza
- Život sv. Makrine

## Vanjske poveznice
- Patrologija.com Grgur iz Nise